# Quantenmaterie
Als Quantenmaterie bezeichnet man Vielteilchensysteme, deren makroskopische Eigenschaften durch quantenphysikalische Phänomene bestimmt werden. Forschungsthemen im Bereich der Quantenmaterie findet man in der Festkörperphysik und -chemie (Quantenmaterialien), in der Atomphysik (ultrakalte Atomgase) und in der Astrophysik (Weiße Zwerge und Neutronensterne). Die Quantenteilchen können dabei entweder Fermionen (z. B. Elektronen, Nukleonen, Quarks) oder Bosonen (z. B. bosonische Atome) sein.

## Fermionische Quantenmaterie

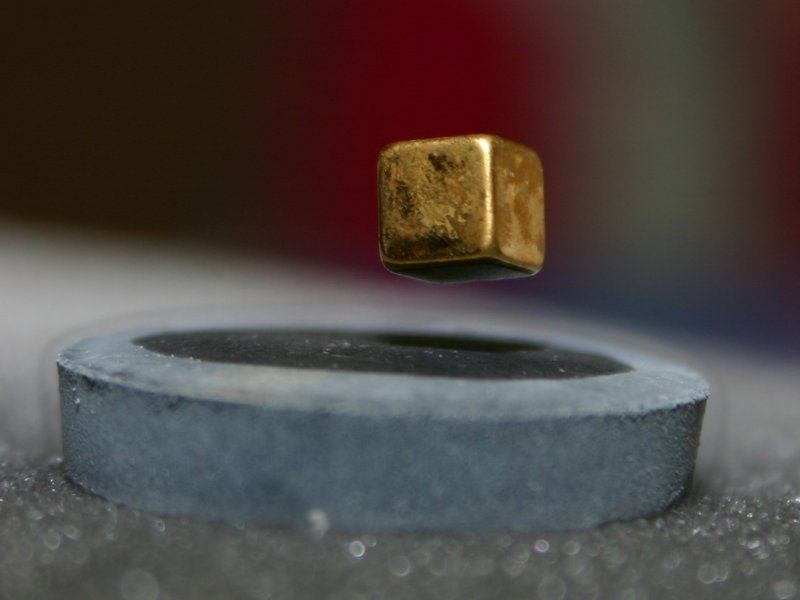
Ein Ferromagnet levitiert über einem Supraleiter. Beide Materialien befinden sich in einem makroskopischen Quantenzustand und können daher als Quantenmaterie bezeichnet werden.

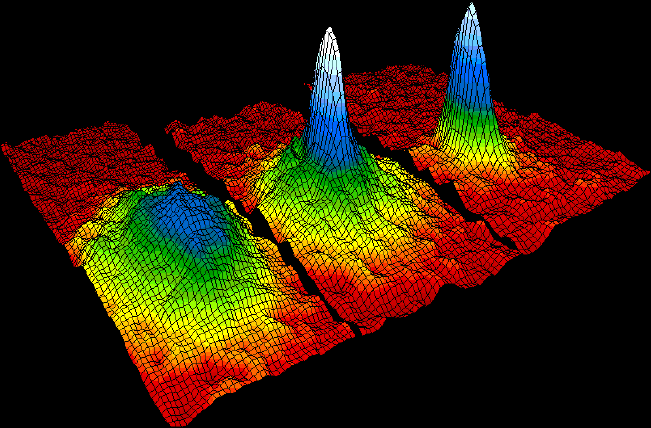
Die Bose Kondensation eines kalten atomaren Gases aus Rubidium-Atomen.

Elektronen in Festkörpern und in Weißen Zwergen sind quantenmechanisch entartet und tragen durch ihren Entartungsdruck zur Stabilität des jeweiligen Gesamtsystems bei. Dasselbe gilt für Neutronen und Protonen in Neutronensternen. Entartete Fermionensysteme zeigen bei ausreichend tiefen Temperaturen eine Vielzahl makroskopischer Quantenphänomene wie z. B. Magnetismus, Supraleitung und topologische Randkanäle in Quantenmaterialien und Suprafluidität von 3He-Atomen. In Neutronensternen gibt es ebenfalls Anhaltspunkte für makroskopische Quantenzustände, insbesondere Neutronen-Suprafluidität und Protonen-Supraleitung. Unter extremen Bedingungen (insbesondere im Innern von Neutronensternen und bei hochenergetischen Kollisionen schwerer Ionen in Teilchenbeschleunigern) entsteht ein Quark-Gluon-Plasma, für das ein supraleitender Zustand freier Quarks (Farbsupraleitung) vorhergesagt wurde. Dieser wurde bisher allerdings noch nicht eindeutig nachgewiesen.

## Bosonische Quantenmaterie
Auch in bosonischen Vielteilchensystemen entsteht durch Bose-Kondensation bei tiefen Temperaturen ein makroskopischer Quantenzustand. Das bekannteste Beispiel ist der suprafluide Zustand von 4He-Atomen. Bose-Kondensate können auch durch Kühlung von Gasen bosonischer Atome erzeugt werden. In Festkörpern wurde die Kondensation bosonischer Quasiteilchen wie z. B. Magnonen und Exzitonen nachgewiesen.